# جیک تی. آستین
جِیک تی. آستین (به انگلیسی: Jake T. Austin) (زادهٔ ۳ دسامبر ۱۹۹۴ در نیویورک) بازیگر آمریکایی است.

## زندگی
جیک آستین با نام جیک تورانزو-زیمانسکی در نیویورک زاده شد. پدر او، جوی، تباری لهستانی، ایرلندی و انگلیسی دارد و مادرش، گینی، دارای‌تبار پورتوریکویی و آرژانتینی است.

## فیلم‌شناسی
- برنامه آخر وقت با دیوید لترمن (قسمت: "December 23, 2003")
- دورا، دختر جهانگرد (۲۰۰۳، ۳ قسمت)
- مورچه‌کش (صداپیشه، ۲۰۰۶)
- قهرمان کوچک (صداپیشه، ۲۰۰۶)
- هتلی برای سگ‌ها (۲۰۰۹)
- ریو (صداپیشه، ۲۰۱۱)
- شب سال نو (۲۰۱۱)
- پرورشگاهی‌ها (۲۰۱۳)
- جادوگران محله ویورلی (۲۰۰۷)
- جادوگران محله ویورلی: فیلم (۲۰۰۹)
- بازگشت جادوگران: الکس در مقابل الکس (۲۰۱۳)
- زندگی سوئیت روی عرشه (قسمت: "Double-Crossed")
- نظم و قانون: واحد قربانیان ویژه (۲۰۱۲، قسمت: "Home Invasions")
- خومبا (صداپیشه، ۲۰۱۳)
- ریو ۲ (صداپیشه، ۲۰۱۳)
- تام سایر و هاکلبری فین (۲۰۱۴)
- لیگ عدالت در برابر تایتان‌ها ی نوجوان (صداپیشه جیمی ریس، ۲۰۱۶)
- رقص با ستارگان (۲۰۱۶)
- تایتان‌های نوجوان: قرارداد یهودا (صداپیشه جیمی ریس، ۲۰۱۷)
- فیلم شکلک (صداپیشه، ۲۰۱۷)
- دره (فیلم ۲۰۱۷)

جادوگران روی عرشه با هانا مونتا

## جوایز
| سال  | جایزه                           | دسته‌بندی                                                                                | فیلم                 | نتیجه    | منبع   |
| ---- | ------------------------------- | --------------------------------------------------------------------------------------- | -------------------- | -------- | ------ |
| ۲۰۰۶ | جایزه هنرمند جوان               | بهترین عملکرد در یک صداپیشگی- بازیگر جوان                                               | برو دیه گو، برو!     | نامزدشده | [ ۲ ]  |
| ۲۰۰۷ | جایزه ایمژن                     | بهترین بازیگر - تلویزیون                                                                | برو دیه گو، برو!     | نامزدشده | [ ۳ ]  |
| ۲۰۰۷ | جایزه هنرمند جوان               | بهترین عملکرد در یک صداپیشگی- بازیگر جوان                                               | قهرمان کوچک          | نامزدشده | [ ۴ ]  |
| ۲۰۰۸ | جایزهٔ آلما                      | بهترین بازیگر مرد در سریال کمدی                                                         | جادوگران محله ویورلی | نامزدشده | [ ۵ ]  |
| ۲۰۰۸ | جایزه هنرمند جوان               | بهترین عملکرد گروه جوان در یک مجموعه تلویزیونی (با سلنا گومز، دیوید هنری و جنیفر استون) | جادوگران محله ویورلی | نامزدشده | [ ۶ ]  |
| ۲۰۰۹ | جایزهٔ آلما                      | بازیگر سال در تلویزیون طنز                                                              | جادوگران محله ویورلی | نامزدشده | [ ۶ ]  |
| ۲۰۰۹ | جایزه ایمژن                     | بهترین بازیگر - تلویزیون                                                                | جادوگران محله ویورلی | نامزدشده | [ ۳ ]  |
| ۲۰۰۹ | جوایز برگزیده نوجوانان          | تلویزیون برگزیده: شخص وابسته                                                            | جادوگران محله ویورلی | نامزدشده | [ ۷ ]  |
| ۲۰۰۹ | جایزه هنرمند جوان               | بهترین عملکرد در یک سریال تلویزیونی - بازیگر جوان نقش اصلی                              | جادوگران محله ویورلی | نامزدشده | [ ۸ ]  |
| ۲۰۱۰ | جایزه هنرمند جوان               | بهترین عملکرد در یک فیلم ویژه - بازیگر جوان نقش اصلی                                    | هتلی برای سگ‌ها       | نامزدشده | [ ۹ ]  |
| ۲۰۱۰ | جایزه هنرمند جوان               | بهترین عملکرد در یک سریال تلویزیونی - بازیگر جوان نقش اصلی                              | جادوگران محله ویورلی | نامزدشده | [ ۹ ]  |
| ۲۰۱۲ | جوایز تلویزیون نوجوانان هالیوود | بازیگر محبوب تلویزیون                                                                   | جادوگران محله ویورلی | برنده    |        |
| ۲۰۱۳ | جایزهٔ برگزیدهٔ کودکان نیکلودین   | بازیگر محبوب تلویزیون                                                                   | جادوگران محله ویورلی | نامزدشده | [ ۱۰ ] |
| ۲۰۱۳ | جوایز برگزیده نوجوانان          | ستاره تلویزیونی تابستانی: مرد                                                           | پرورشگاهی‌ها          | نامزدشده | [ ۱۱ ] |
| ۲۰۱۴ | جوایز برگزیده نوجوانان          | بازیگر برگزیده تلویزیون: درام                                                           | پرورشگاهی‌ها          | نامزدشده |        |
| ۲۰۱۵ | جوایز برگزیده نوجوانان          | بازیگر برگزیده تلویزیون: درام                                                           | پرورشگاهی‌ها          | نامزدشده | [ ۱۲ ] |